# Estadio Héroe de Nacozari
L'Estadio Héroe de Nacozari est un stade de football mexicain.